# Chorągiew kozacka Stefana Grudzińskiego
Chorągiew kozacka Stefana Grudzińskiego - chorągiew jazdy kozackiej I połowy XVII wieku, okresu wojen Rzeczypospolitej ze Szwedami i Moskwą.
Szefem tej chorągwi był wojewodzic rawski Stefan Grudziński. Żołnierze chorągwi wzięli udział w wojnie polsko-szwedzkiej 1626-1629.